# Região Centro-Oeste dos Estados Unidos
A Região Centro-Oeste dos Estados Unidos da América (Midwestern region of the United States of America ou Midwest), também chamada Meio-Oeste, é uma das quatro regiões geográficas reconhecidas pelo Departamento do Censo dos Estados Unidos. A região abrange a porção central do norte estadunidense, sendo limitada pela fronteira com o Canadá e pelo Sul dos Estados Unidos (no sentido norte-sul), além de situar-se entre as regiões Nordeste e Oeste.
De acordo com as definições do Departamento do Censo, a região consiste nos doze estados centrais do território estadunidense: Dakota do Norte, Dakota do Sul, Illinois, Indiana, Iowa, Kansas, Michigan, Minnesota, Missouri, Nebraska, Ohio e Wisconsin. Grande parte destes estados integram as Planícies Interiores, sendo que alguns estendem-se pelos Apalaches e as Montanhas Rochosas. Os rios Ohio, Mississippi e Missouri compõem a bacia hidrográfica da região. Por conta da grande extensão territorial, a região costuma ser subdividida em Leste Centro-Norte (Illinois, Indiana, Michigan, Ohio e Wisconsin) e Oeste Centro-Norte (Dakota do Norte, Dakota do Sul, Iowa, Kansas, Minnesota, Missouri e Nebraska).
Em uma região de mais de 65.3 milhões de habitantes, Chicago (com aproximadamente 2.7 milhões de habitantes) é a maior concentração urbana do Meio-Oeste. Ao longo da história do país, outras grandes regiões metropolitanas formaram-se no entorno das cidades de Columbus, Indianapolis, Detroit, Kansas City, Omaha, Minneapolis, Cleveland e St. Louis, entre outras. Contudo, Chicago e sua região metropolitana abrigam mais de 9.8 milhões de cidadãos estadunidenses, seguidas em população por Metro Detroit e a conurbação de Minneapolis-Saint Paul.

## Definição
Definições tradicionais do Meio-Oeste incluem o Território do Noroeste e alguns outros estados incluídos na Compra da Luisiana. Os estados do Território do Noroeste são também denominados "estados dos Grandes Lagos" e integram o nordeste central dos Estados Unidos. O rio Ohio percorre a porção sudeste da região, enquanto o rio Mississippi corre ao centro-sul. Muitos do estados negociados na Compra da Luisiana são também denominados "estados das Grandes Planícies", onde o rio Missouri constitui o principal curso d'água. O Meio-Oeste situa-se justamente ao norte do Paralelo 36°30' Norte definido pelo Compromisso do Missouri de 1820, distinguindo estados escravos e livres.
A Região Meio-Oeste dos Estados Unidos é oficialmente composta pelos seguintes estados:

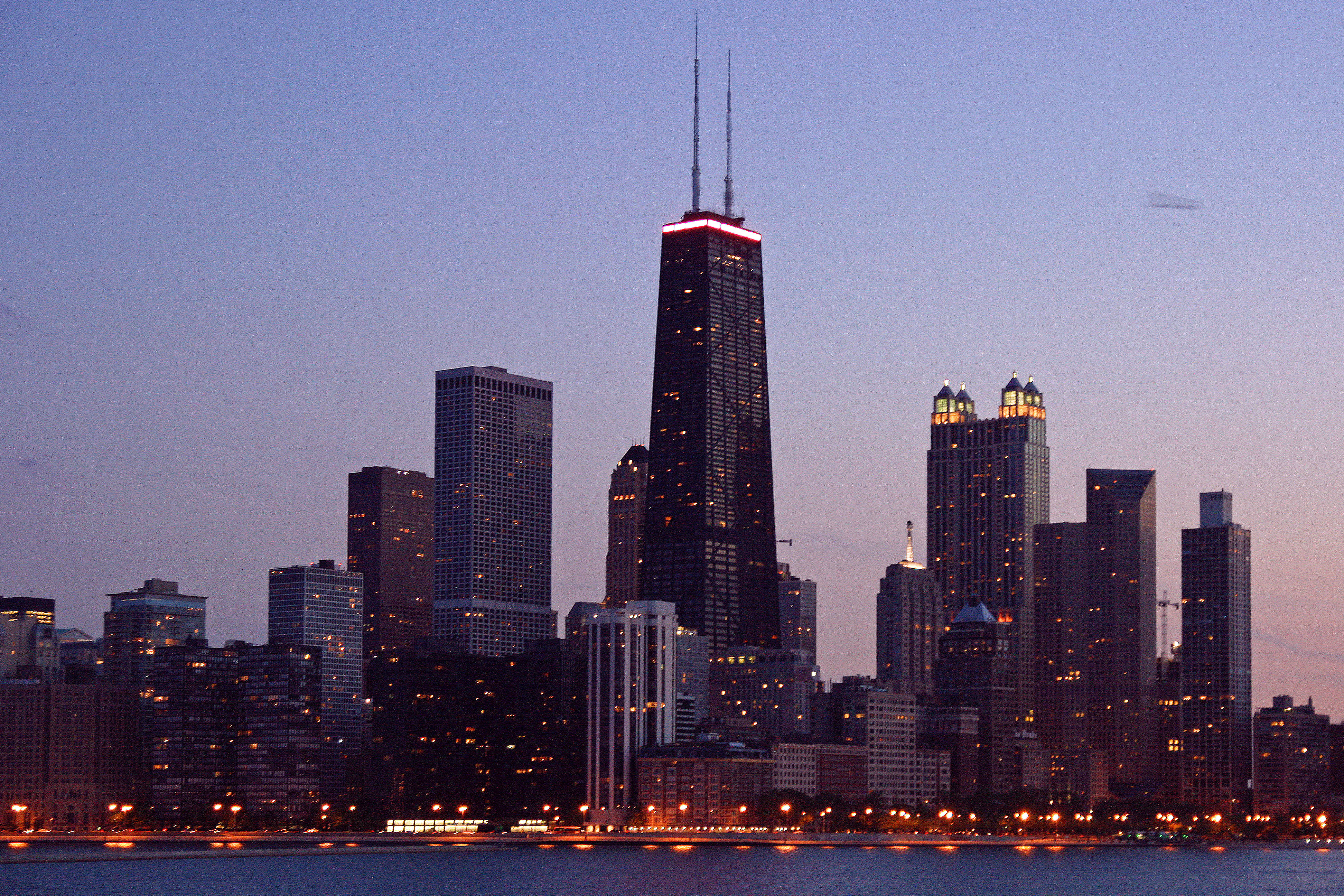
Chicago, IL.

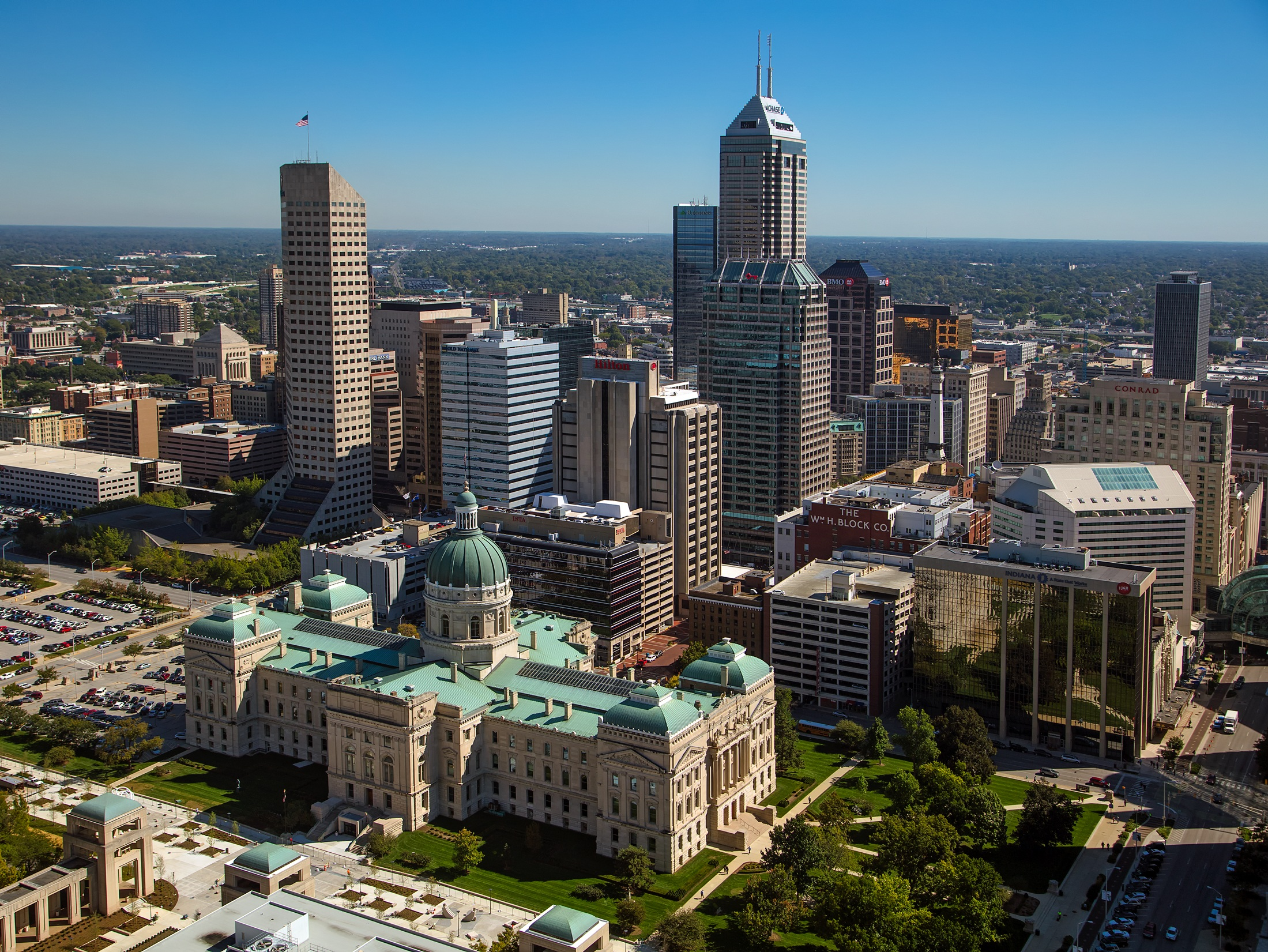
Indianapolis, IN.

| Região Centro-Oeste dos Estados Unidos | Região Centro-Oeste dos Estados Unidos | Região Centro-Oeste dos Estados Unidos | Região Centro-Oeste dos Estados Unidos |
| Estado                                 | Capital                                | Maior cidade                           | Área                                   |
| -------------------------------------- | -------------------------------------- | -------------------------------------- | -------------------------------------- |
| Dakota do Norte                        | Bismarck                               | Fargo                                  | 183 272 km²                            |
| Dakota do Sul                          | Pierre                                 | Sioux Falls                            | 199 905 km²                            |
| Illinois                               | Springfield                            | Chicago                                | 141 998 km²                            |
| Indiana                                | Indianápolis                           | Indianápolis                           | 94 321 km²                             |
| Iowa                                   | Des Moines                             | Des Moines                             | 145 743 km²                            |
| Kansas                                 | Topeka                                 | Wichita                                | 213 096 km²                            |
| Michigan                               | Lansing                                | Detroit                                | 253 973 km²                            |
| Minnesota                              | Saint Paul                             | Minneapolis                            | 225 181 km²                            |
| Missouri                               | Jefferson City                         | Kansas City                            | 180 533 km²                            |
| Nebraska                               | Lincoln                                | Omaha                                  | 200 520 km²                            |
| Ohio                                   | Columbus                               | Columbus                               | 116 096 km²                            |
| Wisconsin                              | Madison                                | Milwaukee                              | 169 639 km²                            |